# JINYA DISC
JINYA DISC（ジンヤディスク）は、日本のフリー・ジャズ・ギタリスト高柳昌行（故人）と斉藤安則（株式会社バード電子代表取締役）の2人により、高柳昌行の録音作品をCDなどの形で発表するために1989年に設立された、日本の高柳昌行専門レーベルである。

## 概要
斉藤安則は17歳くらいから高柳の音楽を愛聴しており、生演奏は新宿タローでのセカンドコンセプトの演奏や、同時期のニュー・ディレクション・ユニットの演奏から聴きに行くようになった。
コンサート通いを通じ、高柳に顔を覚えられた斉藤は、1988年末に高柳からコンサートのビデオ撮影を許され、ビデオカメラなど機材一式を購入。1989年に行われた公演のほとんどを撮影している。
そうした縁から、斉藤は高柳昌行専門レーベルを高柳と共に立ち上げることになった。レーベル名の「JINYA」は、日本語の「陣屋」から採ったものだが、斉藤の祖父が北海道で経営していた陣屋食堂（現在は閉店）の屋号から発想された。
1991年に高柳昌行が他界するまでの二年間に、渋谷ジァン・ジァンでの演奏を録音した『inanimate nature』と、浜松・シティ8での演奏を録音した『カダフィーのテーマ』の二作を制作。共に高柳最晩年（1990年）のアクションダイレクトのセットでのソロ演奏の模様を収めた貴重な記録ながら、『カダフィーのテーマ』は諸事情によりいったん発売中止となった（2002年に改めて発売）。
高柳の死後は、夫人・高柳道子の協力を得つつ斉藤安則が個人で運営し、未発表音源の発掘を中心に、CD、DVD、電子書籍の制作を続ける。未発表音源や映像の発掘・復元・発表も行うほか、レコード・コンサートやビデオ・コンサートも開催した（詳細は「JINYA DISC企画のイベント」参照）。
2005年には、斉藤が経営する電子部品開発会社・株式会社バード電子に運営を移行。高柳昌行の著作物の管理運営を行なう傍ら、引き続き斉藤が録音したDATと高柳自身が録音したカセットテープの音源から選定した音源を、年間数タイトルずつCD化。加えて高柳昌行の著作物の管理運営も行うようになった（自レーベル作品以外では、P.S.F. Records『侵蝕 Eclipse』およびイスクラレコード制作作品の商標と原盤権がJINYA DISCに移管されている）。また、高柳昌行ゆかりの音楽家の作品も制作、あるいは音源の権利管理と提供を行なっている。
なお、2024年5月までにJINYA DISCオリジナルとして制作・発表した作品は、全41作品（DVD作品、特典CD含む）。また他レーベルで発表されたレコードの復刻リリース（simon pure（私家版）『FLOWER GIRL』、April Disc『April is the cruellest month』、日本ビクター『A JAZZY PROFILE OF JOJO 』）を含めると、45作品に及ぶ（2024年5月10日現在）。
初期作品のアルバムジャケットは、高柳夫人である高柳道子の絵で飾られている（長谷洋子名義のものもあり）。またジャケットデザインの多くは、装幀家／グラフィックデザイナーであり、高柳ファンにしてレコード・コレクターの佐々木暁が手掛けている。
CD等の制作には、今井和雄、廣木光一、大友良英ら、高柳スクールの生徒であった現役の音楽家も協力。またライナーノーツなどの制作には高柳史研究者・杉谷三郎の助言を仰ぐほか、情報整理と執筆に青木修（ライター）が携わるなど、外部スタッフの協力も多い。
自レーベルでの制作以外にも、現在doubtmusicを主宰する沼田順がディスクユニオン時代に企画しJINYA DISCに二年越しの交渉を行った『解体的交感』（DIW/DIW-414。1999年）をはじめ、『侵蝕 Eclipse』（P.S.F. Records/PSFD-8025。2006年）、『AXIS ANOTHER REVOLABLE THING Vol1および2』（doubtmusic/dmrp-110。2006年）など、他レーベルでの高柳作品（レコード、CD）の復刻制作にも協力している。また高柳昌行以外の作品だが、大友良英『ライブ・イン・ヨーロッパ2016』（CRAFTMAN RECORDS/CMRS118。2020年）の原盤は、JINYA DISCが管理している。
出版社の月曜社が高柳の遺稿集を発表する際は、斉藤が収集した高柳執筆の記事のコピーを提供した（2006年に『汎音楽論集』として発刊）。
なおJINYA DISC制作作品は、主にディスクユニオンを通じて販売店に流通している。また運営会社である株式会社バード電子のウェブ・ショップでも販売されている。

## JINYA DISC制作作品
- B-01 inanimate nature (CD) 1990
- B-02 reason for being (CD) 1990
- B-03  The Smile I Love (CD) 1966
- B-04 el pulso (CD) 1990
- B-05 カダフィのテーマ – three improvised variations on a theme of qadhafi (CD) 1990
- B-06 断層 – dislocation (CD) 1983
- B-08 lonely woman live (CD) 1982
- B-09 MASS HYSTERISM (CD) 1983
- B-10 FLOWER GIRL (CD) 1968 ※オリジナルはsimon pure/WA-1001 (LP)
- B-11 死人（しびと） – Shibuto (CD) 1984
- B-12 APRIL IS THE CRUELLEST MONTH (CD) 1975 ※オリジナルはApril Disc/AP-1 (CD)
- B-13 Live At Taro (CD) 1979
- B-14 – 18 Masayuki Takayanagi Archive Ⅰ (CD) 1977, 1978
- B-19 – 20 Second Concept (CD) 1979
- B-26 META IMPROVISATION (CD) 1984
- B-27 Solo (CD) 1982
- B-28 masayuki takayanagi archive 2 (CD) 1984
- B-29 アングリー・ウェーヴス VOL.1 – ANGRY WAVES VOL.1 (CD) 1984
- B-30 アングリー・ウェーヴス VOL.2 – ANGRY WAVES VOL.2 (CD) 1984
- B-31 NOT BLUES (CD) 1969
- B-32 LIVE AT JAZZBED (CD) 1970
- B-33 STATION ‘70 (CD) 1970
- B-34 LIVE AT FREEDOM (CD) 1971
- B-35 リアルジャズ（CD）1970
- B-36 Dangerous (CD) 1991
- B-37 Projection /The Complete Inspiration and Power Live (CD) 1973
- B-38 スターダスト (CD) 1979
- B-39 HOLY HOLY (CD) 1985
- B-40 魅せられて (CD) 1970〜72
- BIR-07 A JAZZY PROFILE OF JOJO (CD) 2018 ※オリジナルはVictor World Group/SMJX-10096 (LP)
- DV-0001 action direct 1990 tokyo (DVD) 1990
- V-0102 The complete works of JOJO DVD2 JAZZ 1 (DVD) 1990
- V-0102 The complete works of JOJO DVD1 action direct 1 (DVD) 1990
- 高柳昌行の聴き方 – （How to listen to Masayuki Takayanagi） (audiobook) 1968, 1982, 1983, 1990, 1991

以下は初回特典等で配布された非売品
- JDR-001 ANOTHER SITUATION Vol.18 part-1 (CD-R) 1983
- JDR-000 ANOTHER SITUATION Vol.20 part-1 (self burned CD-R) 1983
- JDR-0010 Live at Freedom (CD-R) 1971
- JDR-0011 Endless Final (data) 1991
- JDR-003 Autumn Nocturne (CD-R) 1979
- JDR-004 Froggy Day (CD-R) 1979
- JDR-005 中途半端が何かを狂わす – （Halfway goes crazy） (CD-R) 1989
- JDR-006 hakodate-5 (META IMPROVISATION) (CD-R) 1984
- JDR-007 910415-2 action direct (CD-R) 1991
- JDR-008 910415-5 action direct (CD-R) 1991
- JDR-011 910415-1 action direct (CD-R) 1991
- JDR-012 910415-4 action direct (CD-R) 1991

参考）勝田均氏制作のディスコグラフィ
以下は高柳昌行の下で学んだ今井和雄のカルテット（今井和雄、藤堂勉、井野信義、山崎比呂志）の作品

・EX-001 HAS THE FUTURE BECOME THE PAST（CD）2022／Kazuo Imai Quartet
以下はJINYA DISCが制作協力を行なった作品

・CMRS-118（JINYA DISC ALTB-35） Live in Europe（CD）2020／大友良英＋山崎比呂志／CRAFTSMAN RECORDS

## JINYA DISC企画のイベント
- 1992年6月　so long jojo　高柳昌行を偲ぶ（東京・渋谷ジァン・ジァン。ビデオ上映、井野信義による演奏）
- 2004年　ビデオコンサートVol.1（東京原宿・ヤマハEX'REALM）
- 2005年12月　ビデオコンサートVol.2（東京原宿・ヤマハEX'REALM。ビデオ上映、井野信義による演奏）
- 2006年3月　 ビデオコンサート（東京渋谷・Apple渋谷）
- 2006年6月　 ビデオコンサートVol.3 YAMAHA（東京原宿・ヤマハEX'REALM）
- 2007年5月　『死人』発売記念公演（東京原宿・ヤマハEX'REALM。ビデオ上映および吉増剛造、マリリア、ジャン・フランソア・ポーブロスによるパフォーマンス）